# Wątlik prążkowany
Wątlik prążkowany (Leptophyes albovittata)  – gatunek małego, nielatającego owada prostoskrzydłego zaliczany do długoskrzydlakowych. Występuje w Europie i Azji. Podobnym do niego gatunkiem jest występujący również w Polsce wątlik charłaj (Leptophyes punctatissima).
W Polsce L. albovittata jest gatunkiem rzadko spotykanym, występującym na terenie prawie całego kraju, z wyjątkiem Pojezierza Mazurskiego, Sudetów i Tatr. Jest gatunkiem kserotermicznym związanym ze środowiskami trawiastymi. Preferuje stanowiska dobrze nasłonecznione z roślinnością zielną. Żywi się pyłkiem i kwiatami.